# Bergrutschung Tannenwald
Die Bergrutschung Tannenwald ist ein Erdrutsch, der sich 1988 im Osten der baden-württembergischen Gemeinde Waldstetten im Bereich der Gewanne Tannenwald und Vögelesrain ereignete.
Am 7. Oktober 1996 wurde dort durch das Regierungspräsidium Stuttgart ein gleichnamiges Naturschutzgebiet mit der Schutzgebietsnummer 1219 eingerichtet.

## Lage
Das von der Rutschung betroffene Gelände umfasst etwa elf Hektar und liegt am Südhang eines Geländerückens, der sich vom Hornberg ins nördliche Albvorland abstuft. Naturräumlich gehört das Gebiet zum östlichen Albvorland. Es liegt in der untersten Schicht des Braunen Jura (Dogger), dem Aalenium, das wiederum in den Opalinuston (Brauner Jura alpha) und die Eisensandsteinserie (Brauner Jura beta) untergliedert ist.

## Ablauf

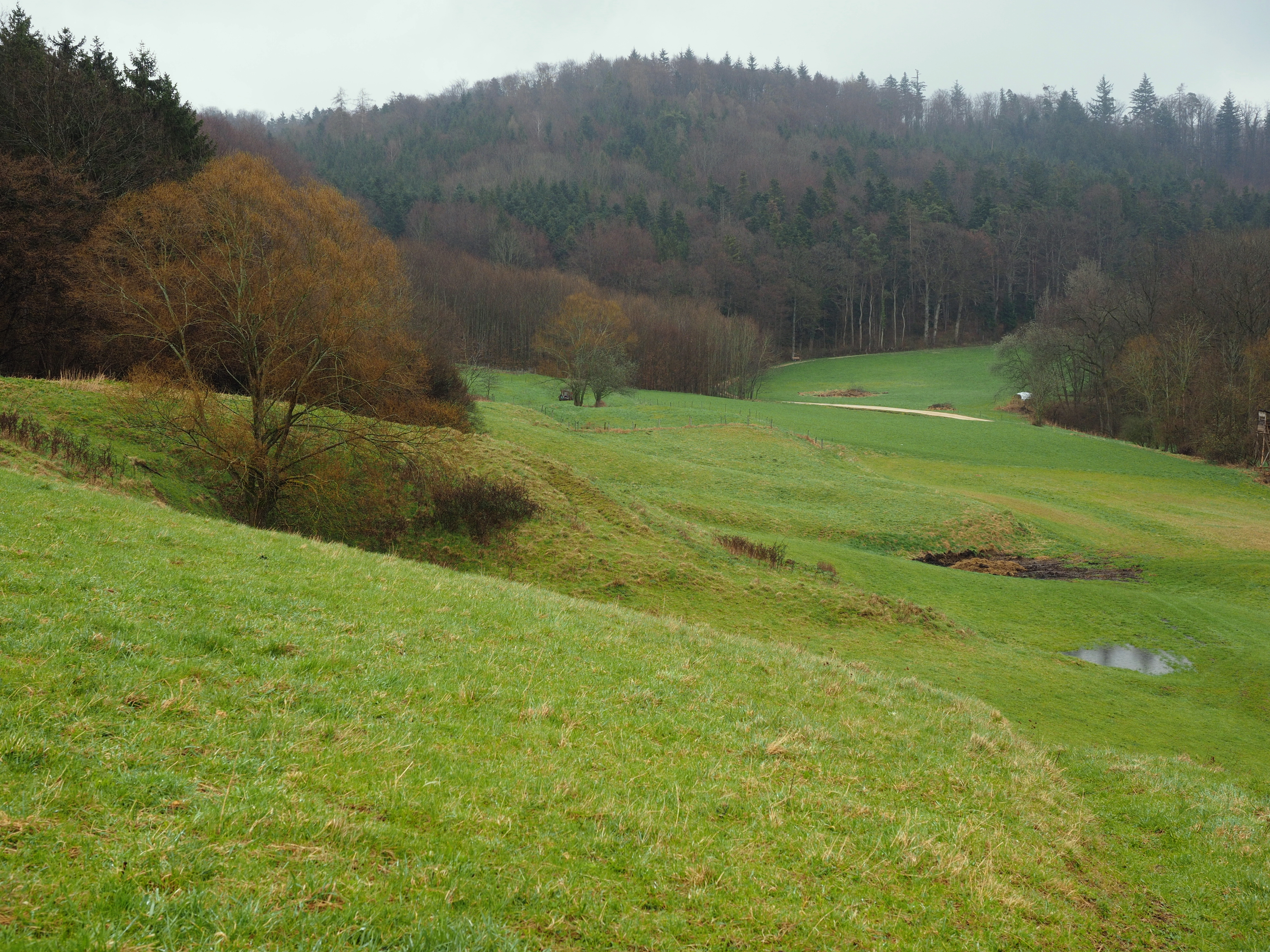
Am Fuß der Rutschung hat sich das Gelände zu buckligen Hügeln aufgefaltet

Der Rutschung im März 1988 waren langandauernde Regenfälle vorausgegangen, die gemeinsam mit der schnellen Schneeschmelze zu einer starken Durchfeuchtung des Untergrundes führten und dessen Festigkeit verminderten. Vermutlich setzte sich daraufhin das Gelände am Übergang vom wasserundurchlässigen Opalinuston zu den auflagernden Gesteinen der besser wasserdurchlässigen Eisensandsteinserie zuerst in Bewegung.
Untersuchungen zeigen, dass mehrere separate Rutschungen aufeinander folgten: Zunächst rutschten die niedriger gelegenen Teile der Rutschzone ab, wodurch das hangaufwärts liegende Gelände sein Widerlager verlor und anschließend nachrutschte.
Im oberen Bereich der Rutschung stand Mischwald, der durch das Ereignis zerstört wurde. Im unteren Bereich liegt Weideland, das sich bucklig auffaltete.
Im Steilhangbereich der Rutschfläche wurden Felsblöcke der Eisensandsteinserie bis zu mehreren Kubikmetern Größe bewegt.

## Naturschutzgebiet
Aufgrund der erheblichen heimatkundlichen Bedeutung der Rutschung und ihrer Vergleichbarkeit mit anderen Erdrutschen in der Schwäbischen Alb wurde das Gebiet 1996 zum Naturschutzgebiet erhoben. So ist es auch möglich, die natürliche Neubesiedelung der Rutschungszone zu beobachten und zu dokumentieren sowie das Ereignis für künftige geologische Untersuchungen möglichst unverändert zu bewahren.